# Monts-en-Bessin
Pour les articles homonymes, voir Monts.
Monts-en-Bessin est une commune française, située dans le département du Calvados en région Normandie.

## Géographie

### Description
La commune est au sud-est du Bessin. Son lieu-dit principal, le Petit Haut Fecq, est à 6 km au nord-est de Villers-Bocage, à 8 km au sud de Tilly-sur-Seulles, à 9 km à l'ouest d'Évrecy et à 21 km à l'ouest de Caen.
Elle se trouve dans l'aire d'attraction de Caen ainsi que dans sa zone d'emploi, et dans le bassin de vie de Villers-Bocage

### Communes limitrophes
Les communes limitrophes sont  Saint-Vaast-sur-Seulles, Val d'Arry, Vendes et Villy-Bocage.
| Saint-Vaast-sur-Seulles               | Vendes                                     | Vendes                                     |
| Saint-Vaast-sur-Seulles, Villy-Bocage | Monts-en-Bessin                            | Noyers-Missy (comm. dél. de Noyers-Bocage) |
| Villy-Bocage                          | Noyers-Missy (comm. dél. de Noyers-Bocage) | Noyers-Missy (comm. dél. de Noyers-Bocage) |

### Géologie et relief
La superficie de la commune est de 7,16 km2 ; son altitude varie de 82  à   192 mètres.

### Hydrographie
La commune est située dans le bassin Seine-Normandie. Elle est drainée par le ruisseau du Coisel, le ruisseau de Launéee, le ruisseau de Fains, le fossé 01 de Fains, le ruisseau du Coisel, le fossé 01 de Tesnières et le cours d'eau 01 de Sénevière,,.

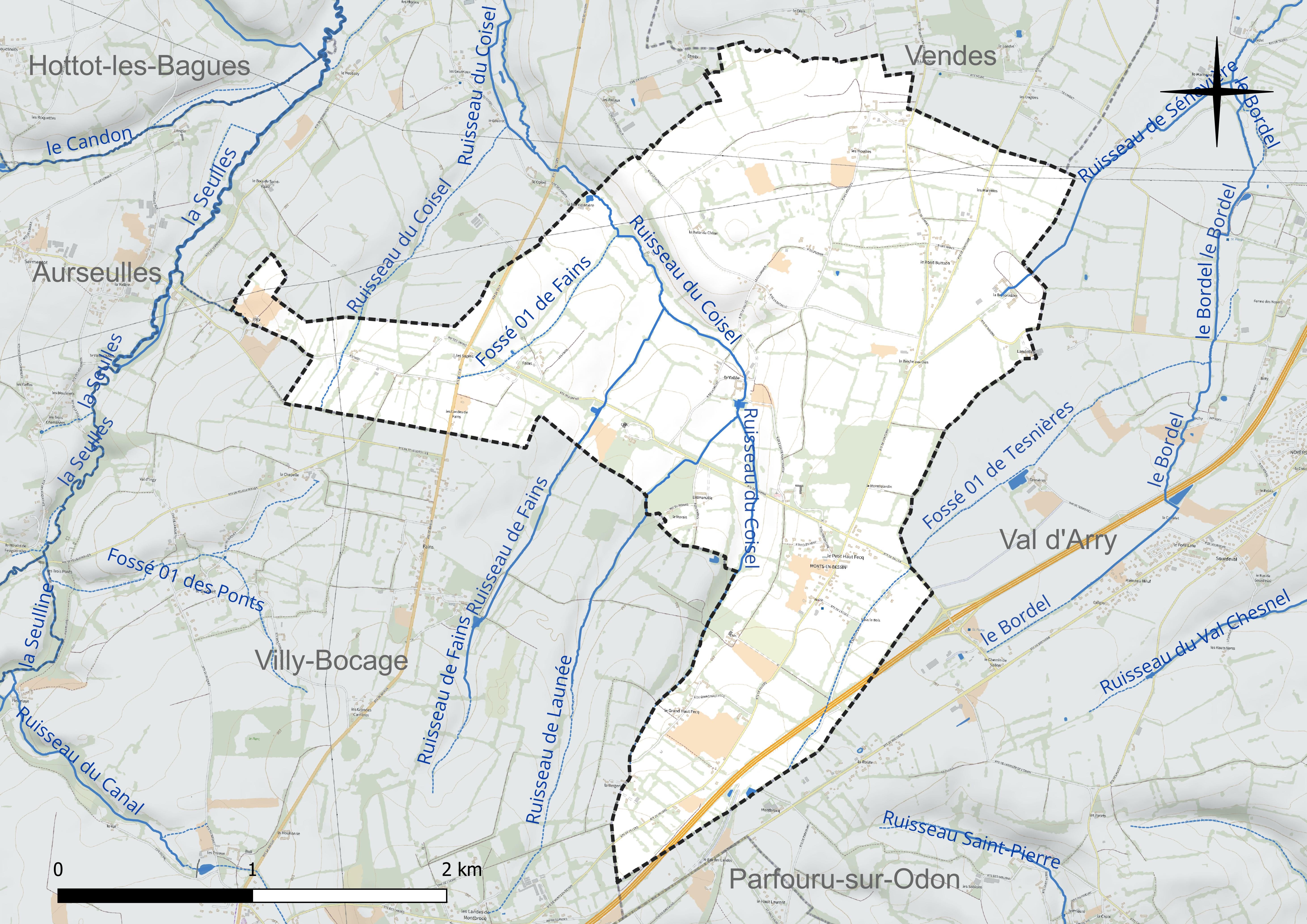
Réseau hydrographique de Monts-en-Bessin.

### Climat
Pour des articles plus généraux, voir Climat de la Normandie et Climat du Calvados.
En 2010, le climat de la commune est de type climat océanique franc, selon une étude du CNRS s'appuyant sur une série de données couvrant la période 1971-2000. En 2020, Météo-France publie une typologie des climats de la France métropolitaine dans laquelle la commune est exposée à un climat océanique et est dans la région climatique Normandie (Cotentin, Orne), caractérisée par une pluviométrie relativement élevée (850 mm/a) et un été frais (15,5 °C) et venté.
Pour la période 1971-2000, la température annuelle moyenne est de 10,4 °C, avec  une amplitude thermique annuelle de 12,5 °C. Le cumul annuel moyen de précipitations est de 872 mm, avec 13 jours de précipitations en janvier et 8,1 jours en juillet. Pour la période 1991-2020, la température moyenne annuelle observée sur la station météorologique la plus proche, située sur la commune de Seulline à 10 km à vol d'oiseau, est de 11,3 °C et le cumul annuel moyen de précipitations est de 992,2 mm,. Pour l'avenir, les paramètres climatiques de la commune estimés pour 2050 selon différents scénarios d'émission de gaz à effet de serre sont consultables sur un site dédié publié par Météo-France en novembre 2022.

## Urbanisme

### Typologie
Au 1er janvier 2024, Monts-en-Bessin est catégorisée commune rurale à habitat dispersé, selon la nouvelle grille communale de densité à 7 niveaux définie par l'Insee en 2022.
Elle est située hors unité urbaine. Par ailleurs la commune fait partie de l'aire d'attraction de Caen, dont elle est une commune de la couronne,. Cette aire, qui regroupe 296 communes, est catégorisée dans les aires de 200 000 à moins de 700 000 habitants,.

### Occupation des sols

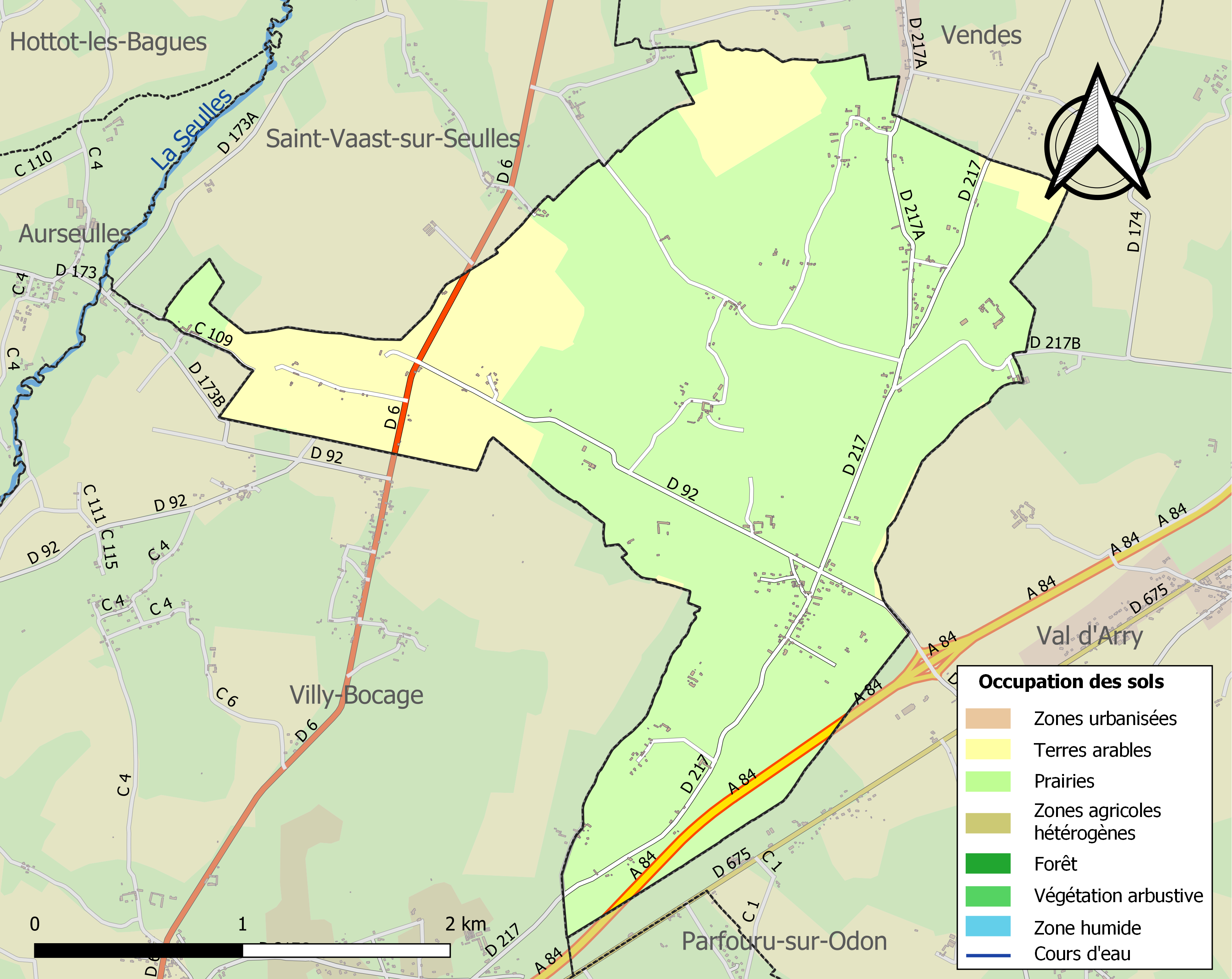
Carte des infrastructures et de l'occupation des sols de la commune en 2018 (CLC).

L'occupation des sols de la commune, telle qu'elle ressort de la base de données européenne d'occupation biophysique des sols Corine Land Cover (CLC), est marquée par l'importance des territoires agricoles (100 % en 2018), une proportion identique à celle de 1990 (100 %). La répartition détaillée en 2018 est la suivante : 
prairies (80,7 %), terres arables (19,3 %).
L'évolution de l'occupation des sols de la commune et de ses infrastructures peut être observée sur les différentes représentations cartographiques du territoire : la carte de Cassini (XVIIIe siècle), la carte d'état-major (1820-1866) et les cartes ou photos aériennes de l'IGN pour la période actuelle (1950 à aujourd'hui).

### Habitat et logement
En 2021, le nombre total de logements dans la commune était de 176, alors qu'il était de 171 en 2016 et de 168 en 2011.
Parmi ces logements, 93,2 % étaient des résidences principales, 4 % des résidences secondaires et 2,8 % des logements vacants. Ces logements étaient pour 98,3 % d'entre eux des maisons individuelles et pour 0 % des appartements.
Le tableau ci-dessous présente la typologie des logements à Monts-en-Bessin en 2021 en comparaison avec celle du Calvados et de la France entière. Une caractéristique marquante du parc de logements est ainsi la faible proportion des résidences secondaires et logements occasionnels (4 %) par rapport au département (17,8 %) et à la France entière (9,7 %).
| Typologie                                               | Monts-en-Bessin | Calvados | France entière |
| ------------------------------------------------------- | --------------- | -------- | -------------- |
| Résidences principales (en %)                           | 93,2            | 75,5     | 82,2           |
| Résidences secondaires et logements occasionnels (en %) | 4               | 17,8     | 9,7            |
| Logements vacants (en %)                                | 2,8             | 6,6      | 8,1            |

## Toponymie
Le nom de la localité est attesté sous la forme Montes en 1201.
Le toponyme est issu du latin mons, « mont », « montagne ». La topographie des lieux semble expliquer l'origine de ce toponyme : la Butte du Chêne domine l'endroit et les hauteurs de la Bergerie sur la commune de Villy-Bocage voisine s'avancent sur le territoire en laissant un passage étroit au ruisseau de Coisel.
En 1957, Monts prend le nom de Monts-en-Bessin.

## Politique et administration

### Rattachements administratifs et électoraux

#### Rattachements administratifs
La commune se trouvait depuis 1801 dans l'arrondissement de Caen du département du Calvados. Elle en est détachée pour intégrer le 1er janvier 2017 celui de Vire,
Elle faisait partie depuis 1801 du canton de Villers-Bocage. Dans le cadre du redécoupage cantonal de 2014 en France, cette circonscription administrative territoriale a disparu, et le canton n'est plus qu'une circonscription électorale.

#### Rattachements électoraux
Pour les élections départementales, la commune fait partie depuis 2014 du canton des Monts d'Aunay
Pour l'élection des députés, elle fait partie de la sixième circonscription du Calvados.

### Intercommunalité
Monts-en-Bessin était membre de la communauté de communes Villers-Bocage Intercom, un établissement public de coopération intercommunale (EPCI) à fiscalité propre créé fin 2003  et auquel la commune avait transféré un certain nombre de ses compétences, dans les conditions déterminées par le code général des collectivités territoriales.
Dans le cadre des dispositions de la loi portant nouvelle organisation territoriale de la République du 7 août 2015, qui prévoit que les établissements publics de coopération intercommunale (EPCI) à fiscalité propre doivent avoir un minimum de 15 000 habitants, cette intercommunalité a fusionné avec sa voisine pour former, le 1er janvier 2017, la communauté de communes Pré-Bocage Intercom, dont est désormais membre la commune.

### Administration  municipale
Compte tenu de la population de la commune, son  conseil municipal est composé de onze membres dont le maire et ses adjoints.

### Liste des maires
| Période                                  | Période                        | Identité        | Étiquette | Qualité                    |
| ---------------------------------------- | ------------------------------ | --------------- | --------- | -------------------------- |
| Les données manquantes sont à compléter. |                                |                 |           |                            |
| 1983                                     | mars 2008                      | Claude Alphonse | SE        | Agent de l'équipement      |
| mars 2008                                | avril 2014                     | Éric Thomasset  | SE        | Retraité de l'agriculture  |
| avril 2014                               | décembre 2022                  | Pascal Huard    | SE        | Agriculteur Démissionnaire |
| février 2023                             | En cours (au 30 novembre 2023) | Édith Langlois  |           | Profession libérale        |

## Population et société

### Démographie
L'évolution du nombre d'habitants est connue à travers les recensements de la population effectués dans la commune depuis 1793. Pour les communes de moins de 10 000 habitants, une enquête de recensement portant sur toute la population est réalisée tous les cinq ans, les populations de référence des années intermédiaires étant quant à elles estimées par interpolation ou extrapolation. Pour la commune, le premier recensement exhaustif entrant dans le cadre du nouveau dispositif a été réalisé en 2005.

En 2022, la commune comptait 417 habitants, en stagnation par rapport à 2016 (Calvados : +1,58 %, France hors Mayotte : +2,11 %).
| 1793 | 1800 | 1806 | 1821 | 1831 | 1836 | 1841 | 1846 | 1851 |
| ---- | ---- | ---- | ---- | ---- | ---- | ---- | ---- | ---- |
| 625  | 547  | 615  | 614  | 628  | 600  | 591  | 584  | 606  |

| 1856 | 1861 | 1866 | 1872 | 1876 | 1881 | 1886 | 1891 | 1896 |
| ---- | ---- | ---- | ---- | ---- | ---- | ---- | ---- | ---- |
| 602  | 588  | 608  | 533  | 478  | 455  | 452  | 408  | 408  |

| 1901 | 1906 | 1911 | 1921 | 1926 | 1931 | 1936 | 1946 | 1954 |
| ---- | ---- | ---- | ---- | ---- | ---- | ---- | ---- | ---- |
| 400  | 371  | 345  | 282  | 307  | 313  | 300  | 308  | 278  |

| 1962 | 1968 | 1975 | 1982 | 1990 | 1999 | 2005 | 2006 | 2010 |
| ---- | ---- | ---- | ---- | ---- | ---- | ---- | ---- | ---- |
| 289  | 294  | 256  | 343  | 373  | 388  | 393  | 395  | 425  |

| 2015 | 2020 | 2022 | - | - | - | - | - | - |
| ---- | ---- | ---- | - | - | - | - | - | - |
| 419  | 408  | 417  | - | - | - | - | - | - |

Monts-en-Bessin a compté jusqu'à 628 habitants en 1831.

## Culture locale et patrimoine

### Lieux et monuments
- Château de Monts  Inscrit MH (2010, partiellement)[35], ou château de Sallen, du XVIIIe siècle, constitué d'un logis à sept travées, édifié sur une légère élévation et entouré d'un espace paysager permettant sa mise en valeur.
- Église Saint-Martin, en partie du XIe siècle.
- Château de Petit Fecq du XVIIIe siècle.
- Château du Grand Fecq du XVIIIe siècle.

### Personnalités liées à la commune
- Emmanuel Orceau de Fontette (1805-1887 à Monts), homme politique, député du Calvados de 1842 à 1846.